# Indricotheriinae
Los indricoterinos (Indricotheriinae) son una subfamilia extinta de perisodáctilos prehistóricos que vivieron entre el Eoceno superior y el Mioceno inferior. Estaban emparentados con los rinocerontes actuales y produjeron los mamíferos terrestres mayores de todos los tiempos, como Paraceratherium. Se extinguieron debido al cambio climático que tuvo lugar al principio del Mioceno, que hizo el clima más árido y seco.
Vivieron en Asia, desde Kazajistán y Pakistán hasta China y Mongolia, que en aquella época era una exuberante región de llanuras. La colisión con el subcontinente indio  y el levantamiento del Himalaya provocó un enfriamiento global, la desertización y la pérdida de los hábitats forestales, lo que llevó a la extinción de estos mamíferos.